# Ariobarzanes do Ponto
Ariobarzanes (em grego clássico: Ἀριoβαρζάνης; – c. 256 a.C.) foi o segundo rei do Ponto de 266 a.C até aproximadamente 250 a.C., sucedendo seu pai Mitrídates I Ctistes em 266 a.C. e morreu em uma data incerta entre 258 e 240 a.C. Obteve a posse da cidade de Amastris na Paflagônia, que se rendeu a ele. Ariobarzanes e seu pai buscaram a ajuda dos gauleses, que haviam entrado na Ásia Menor doze anos antes da morte de Mitrídates, para expulsar os egípcios enviados por Ptolemeu II Filadelfo. Ariobarzanes foi sucedido por Mitrídates II.